# 上海迪美购物中心

通往上海迪美購物中心的過道

上海迪美购物中心的店鋪

上海迪美购物中心是中華人民共和國上海市黃浦區上海人民广场地下的一個購物中心。

## 历史
於1995年12月建成开业。上海迪美购物中心的开发商是上海迪美广场有限公司，合作方为上海地下空间开发实业总公司、上海市黄浦区经济开发总公司和香港三联国际投资开发有限公司。2015年，迪美购物中心受网购冲击，商城人數稀少，超四分之一门店歇业。